# Conspiracy (band)
Conspiracy was een Brits/Amerikaanse rock- en progressieve rockband uit de jaren 1990. De geschiedenis van de band Conspiracy is voor zover uitzonderlijk, dat de beide hoofdbetrokkenen Chris Squire (voorheen Yes) en Billy Sherwood al meer dan tien jaar hadden samengewerkt, voordat ze officieel aantraden met hun project.

## Geschiedenis
Toen Yes (Chris Squire, Trevor Rabin, Alan White en Tony Kaye) zich in 1989 voor de opnamen van het opvolgende album Big Generator weer samendeden, stonden ze voor het probleem om een nieuwe zanger voor hun nieuwe project te vinden. Jon Anderson had de band gefrustreerd verlaten, omdat Rabin steeds meer de leiding van de band opeiste. Ze werkten een tijdje met Roger Hodgson (voorheen Supertramp), totdat Squire opmerkzaam werd op de zanger en multi-instrumentalist Billy Sherwood van de band World Trade. Beiden schreven hun eerste songs samen, waaronder The more we live - Let go, dat zou verschijnen op het volgende Yes-album Union (1991). Toen zich dan echter de fusie van Yes met de concurrerende band Anderson, Bruford, Wakeman, Howe voltrok, was het niet meer nodig om een vervanger voor de zanger te vinden, maar Squire en Sherwood bleven in contact.
Na afloop van de Union-tournee in augustus 1992 gaf Squire enkele concerten in Californië met zijn nieuwe band The Chris Squire Experiment. Leden waren onder andere Yes-drummer Alan White en Billy Sherwood. De band speelde songs van Union en enkele nieuwe nummers, die in samenwerking tussen Squire en Sherwood waren ontstaan. De setlijst voor het concert op 25 augustus 1992 in San Jose luidde: Open Your Eyes (later op het gelijknamige Yes-album, 1997), The Lonesome Trail, You're the Reason, One World Going Round, Days of Wonder en Follow Our Dreams. Nu en dan werd ook de Yes-klassieker Long Distance Runaround van het album Fragile gespeeld.
De samenwerking van de muzikanten verliep zeer voorspoedig en Squire contracteerde Sherwood als gastmuzikant voor de Talk-tournee van Yes (18 juni 1994 – 11 oktober 1994, 76 shows). In 1996 en 1997 produceerde Sherwood de studionummers van de beide Yes-albums Keys to Ascension en Keys to Ascension 2, voordat hij van 1997 tot 2000 een vast bandlid werd.
Tijdens de jaren 1990 werd het eerste album Chemistry van de beide muzikanten aangekondigd, dat echter nooit verscheen. Vanaf dat moment wilde Yes op tournee gaan, maar hun label drong erop aan, dat de band vooreerst nieuw materiaal moest leveren. Aangezien echter bijna niets aanwezig was, besloot men om net als bij 90125, het op dat moment net in wording zijnde Squire/Sherwood-album Chemistry tot een Yes-album om te bewerken. Squire, Sherwood en White begonnen daarna, zo vlug mogelijk een presentabel album te uit te werken. Zanger Anderson en gitarist Steve Howe voegden zich pas tegen het einde van de werkzaamheden bij het project. In 1997 verscheen het als Yes-album Open Your Eyes. In 2000 verscheen het eerste album Conspiracy van beide muzikanten.

### Conspiracy
Conspiracy was in feite een project, dat door Squire en Sherwood sinds 2000 meer algemeen werd gehanteerd. Het eerste album was een compilatie en bevatte nummers, die in 1989 voor Yes werden geschreven, nummers, die werden gespeeld door de Chris Squire Experiment en songs die vooraf aan Open Your Eyes waren ontstaan. Pas na het verschijnen van het debuutalbum ontstond er een stabiele bezetting rond Squire, Sherwood, Jay Schellen en Sherwoods broer Michael, die incidenteel werden uitgebreid met gastmuzikanten.
Met The Unknown verscheen in 2003 het eerste echte album van de nieuwe band. Betrokken waren naast Squire, de Sherwood-broers en Schellen Jimmy Haun van Chris Squire Experiment en de toenmalige Yes-manager Jordan Berliant. The Unknown is een algemeen conceptalbum, veel van de nummers behandelden de aanslagen van 11 september 2001 in New York en Washington D.C.. 
In 2005 vormden Squire, de Sherwood-broers en Schellen met toetsenist Scott Walten een liveband. Een geplande tournee moest op korte termijn worden afgezegd. In plaats daarvan werd de live-dvd Conspiracy Live (2006) uitgebracht. De setlijst bevatte naast Conspiracy-songs ook materiaal van Open Your Eyes en van het soloalbum Fish Out of Water (1975) van Squire.
De werkzaamheden aan een derde studioalbum vertraagden zich, toen Squire in 2005 vanuit de Verenigde Staten naar het Verenigd Koninkrijk verhuisde en later de band verliet. Billy Sherwood, sinds 2006 met twee andere Yes-muzikanten ook aan het project Circa: verbonden, leidde Conspiracy echter alleen verder voor een nieuw album, dat vermoedelijk ook twee van Sherwoods band World Trade niet gebruikte nummers bevatten zou, maar waren er onder andere gastoptredens van de voormalige Yes-muzikanten Tony Kaye en Peter Banks en de gitarist Gary Green (voorheen Gentle Giant) aangekondigd. Dit nieuwe project werd inmiddels geleid onder de werktitel Psy-Op. Billy Sherwood had tijdens een interview eind 2007 bekend gemaakt, dat er geen verdere Conspirary-albums zouden volgen. De afstand tussen het Verenigd Koninkrijk (Squire) en de Verenigde Staten (Sherwood) was te groot om een bestendige samenwerking te kunnen garanderen.

## Muzikale stijl
De stijl van Conspiracy beweegt zich tussen progressieve rock en Amerikaans georiënteerde melodieuze rock (de nummers van de band hebben een speelduur van drie tot twaalf minuten). De progressieve rock-elementen worden spaarzaam ingezet. Een enkeling ontwaart AOR-elementen. Horst Straske heeft het bijvoorbeeld over 'progressieve of symfonische AOR'. Kenmerkend zijn de krachtig geproduceerde meerstemmige zangarrangementen.
Deze stijl is karakteristiek voor de werken van Billy Sherwood, die op soortgelijke wijze op zijn soloalbums en albums van zijn bands als World Trade en Circa terugkomt. Om die reden is Sherwood toonaangevend verantwoordelijk voor de composities en de klankvorm van de Conspiracy-albums. Het verschil met de andere projecten bestaat voornamelijk in het voor Squire kenmerkende melodieuze baswerk.
Daarbij werkte het eerste album minder eenvormig dan The Unknown, hetgeen zijn eigenschap als compilatie van songs, die over een periode van tien jaar waren ontstaan, verplicht is. Bovendien kwamen hier de door Squire ingebrachte elementen nog sterker in de voorgrond te staan. Zijn zang is hier vaker alleen te horen dan op het navolgende album en ook zijn basspel is bij veel nummers duidelijker in de voorgrond vermengd. Het tweede album, dat in voortdurende samenwerking van alle betrokken muzikanten was ontstaan, was dienovereenkomstig meer eenvormig, weliswaar treedt Squire's aandeel daardoor tegenover het debuut iets in de achtergrond.
De stijl van Conspiracy lijkt op de onder Sherwoods medewerking ontstane Yes-albums en –songs, in het bijzonder het als Conspiracy-album begonnen Open Your Eyes, waaronder vooral de songs Man on the Moon en Open Your Eyes, de song Finally van The Ladder (1999) en de songs The More We Live - Let go en Love Conquers All uit van het album Union.

## Discografie

### Albums
- Squire/Sherwood: Conspiracy
- Conspiracy: The Unknown
- Conspiracy: Conspiracy Live